# Altdrumman

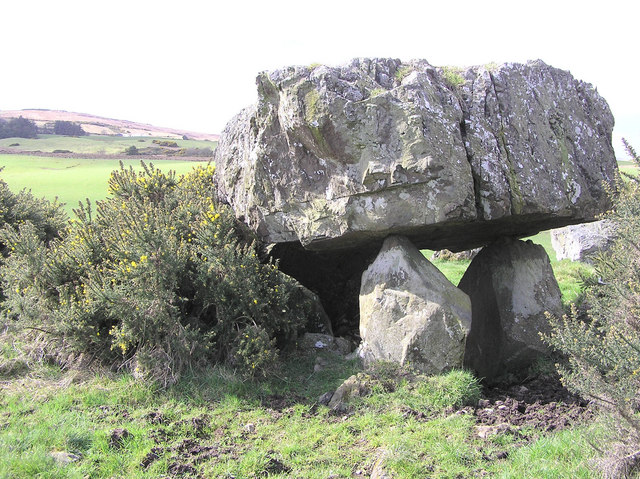
Altdrumman Kammer

Der Dolmen von Altdrumman (auch „The Cloghogle“; Cloch Thógála genannt) liegt in der Nähe von Milltown-Loughmacrory, drei Kilometer nordwestlich von Carrickmore im County Tyrone in Nordirland und ist ein neolithisches Portal Tomb. Als Portal Tombs werden Megalithanlagen in Irland und Großbritannien bezeichnet, bei denen zwei gleich hohe, aufrecht stehende Steine mit einem Türstein dazwischen, die Vorderseite einer Kammer bilden, die meist mit einem zum Teil gewaltigen Deckstein bedeckt ist.

## Beschreibung
Der West-Ost orientierte Dolmen steht auf flachem Gelände, nahe an einem Felsaufschluss, der das Material für die Megalithanlage lieferte. Die Kammer ist 2,6 m lang und 1,4 m breit. Der Deckstein ist etwa 2,65 m lang und breit und 1,1 m dick. Die beiden Portalsteine sind 1,2 m hoch und enden in Spitzen. Der für Anlagen seines Typs ungewöhnlich geformte, positionierte und dimensionierte Endstein ist etwa 1,5 m hoch, 2,0 m breit und 1,0 m dick.
Die Anlagen von Loughmacrory liegen einige 100 m südlich.